# Щавель конский
Щаве́ль ко́нский (лат. Rúmex confértus) — многолетнее травянистое растение; вид рода Щавель (Rumex) семейства Гречишные (Polygonaceae).

## Название
Родовое название: rúmex в переводе с латинского означает «копьё»; по форме листьев.
Видовой эпитет confértus — «скученный, густой», от лат. confercio, ire — «сбивать в кучу, скучивать»; по цветкам, скученным в густое соцветие.
Народные названия: лягушачья кислица, кислица конская, щавель густой, огнёвка грыжная, авелук.

## Ботаническое описание

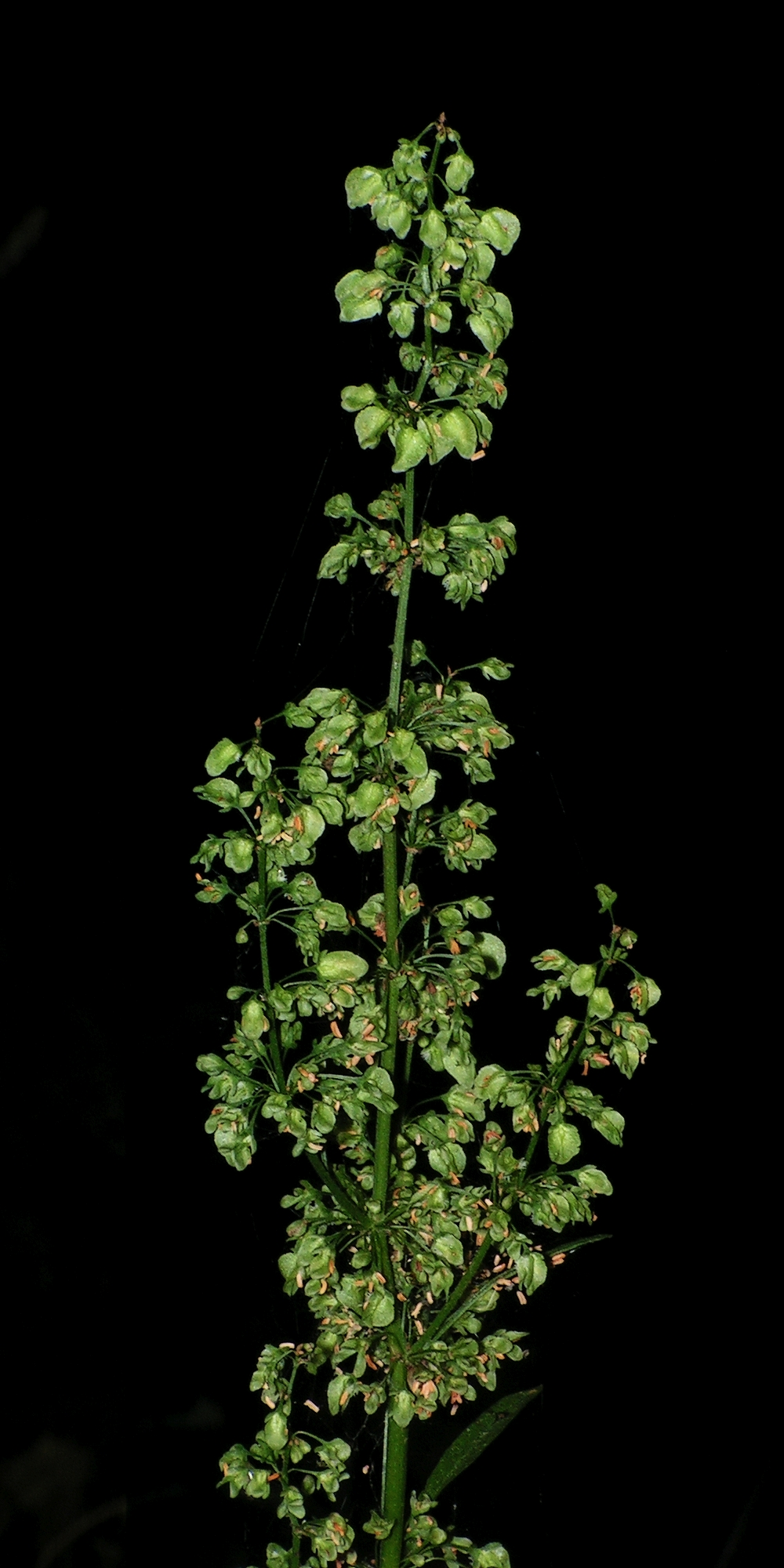
Верхняя часть побега с соцветием в стадии плодоношения

Корневище короткое, слаборазветвлённое, многоглавое, толстое с многочисленными придаточными корнями.
Стебли прямостоячие, чаще одиночные, голые (по другому источнику олиственные), бороздчатые, ветвистые в верхней части, высотой до 90—150 см и толщиной до 2 см.
Листья очерёдные, розеточные и нижние стеблевые удлинённо-треугольно-яйцевидные с сердцевидным основанием, тупые, по краю волнистые, на верхушках тупые, длиной до 25 см и шириной до 12—13 см, с длинными, сверху желобчатыми черешками; верхние стеблевые — меньшего размера, у́же и острее, с более короткими черешками, яйцевидно-ланцетовидные. Нижняя часть листовой пластинки, особенно по жилкам, густо опушена жёсткими короткими волосками. Все листья черешковые, верхние — на коротких черешках. При основании черешков образуется плёнчатый раструб красноватого цвета, охватывающий стебель. На вкус листья не кислые. R. confertus из Средней Азии имеет более треугольные листья.
Цветки мелкие, зелёновато-жёлтоватые, обоеполые, собраны небольшими мутовками в узкое, длинное и густое метельчатое соцветие — тирс. Цветки с простым шестилепестным околоцветником, внутренние доли его при плодах округло-сердцевидные, сетчатые, с зазубренными краями; на одной из них развивается крупный желвачок, на двух других — более мелкие. Завязь одногнёздная, один из трёх нитевидных столбиков обычно с крупным вздутым уплотнением, рыльца кистевидные.
Цветёт в мае — июне.
Формула цветка: {\displaystyle \mathrm {\ast \;P^{Co}\;_{3+3}\;A_{6}\;G_{({\underline {3}})}} }.
Плоды — трёхгранные, овальные, коричневые орешки длиной 4–7 мм, заключённые в три разросшиеся доли околоцветника. Плоды созревают в июне — июле. Плоды не опадают и висят почти всю зиму. Размножается семенами и вегетативно (делением корневищ).

## Распространение и экология
Щавель конский — евразийский вид.
В европейской части СНГ распространён повсеместно, кроме Крайнего Севера.
Произрастает в лесной и лесостепной зонах, по долинам рек заходит в степную зону. Поселяется преимущественно на умеренно влажных и влажных почвах. В поймах рек хорошо развивается при небольшом слое ила, переносит значительное заиление и кратковременное затопление, но не выдерживает заболачивания, поэтому отсутствует на низинных пойменных лугах. Типичный луговой сорняк. Встречается на лесных полянах и опушках, по обочинам дорог, на полях и огородах, в оврагах, канавах, по берегам озёр и на сорных местах. Чаще растёт единичными экземплярами или небольшими группами, но иногда образует довольно густые заросли площадью в несколько гектаров.
Очень хорошо произрастает на достаточно богатых почвах нейтральной или слабо кислой реакции. Устойчив к осенним заморозкам. Хорошо переносит двукратное сенокошение, но при более частом скашивании надземные органы угнетаются. Выпас переносит плохо. Поэтому на постоянных интенсивно используемых пастбищах обычно отсутствует или мало обилен.
Даёт помеси с щавелем курчавым (Rumex crispus), щавелем туполистным (Rumex obtusifolius) и щавелем клубковатым (Rumex conglomeratus).

## Химический состав
В корнях щавеля конского содержится до 4 % производных антрахинона, в состав которых входят хризофановая кислота, эмодин и хризофанол; 8—15 % дубильных веществ пирокатехиновой группы (больше, чем в ревене); флавоноиды (в том числе неподин), органические кислоты (щавелевая, кофейная и другие), витамин K, эфирное масло, смолы, железо (в виде органических соединений). В плодах обнаружены производные антрахинона и дубильные вещества. В листьях найдены флавоноиды (гиперозид, рутин и другие), аскорбиновая кислота и каротин. В цветках — аскорбиновая кислота (68,4 мг%). Все части растения содержат большое количество оксалата кальция. По химическому составу щавель конский близок к ревеню. Количество антрагликозидов в нём хотя и меньше, но всё же достаточно большое, чтобы считать щавель ценным лекарственным сырьём. Растение обладает антибактериальной активностью.

## Значение и применение
Ценное кормовое растение для свиней, кроликов и домашней птицы. Плоды охотно поедаются курами, гусями и утками. Мясо уток откормленных на щавеле становится сочным и вкусным. В молодом состоянии в небольших количествах поедается крупным рогатым скотом и овцами. Лошадьми поедается несколько лучше. Поедается многими дикими животными: алтайским маралом (Cervus elaphus sibiricus), пятнистым оленем (Cervus nippon), обыкновенным бобром (Castor fiber), зайцем-русаком (Lepus europaeus), зайцем-беляком (Lepus timidus).
В Армении и Азербайджане блюда из листьев конского щавеля весьма популярны. Используются не свежие листья, а высушенные — во время сушки происходит ферментация, и они приобретают приятный вкус, а характерная горечь пропадает.
В Узбекистане молодые листья и черешки употребляют в пищу. В прошлом в неурожайные годы размолотые стебли и плоды добавляли к муке при выпечке хлеба.
Экстракт из корней и корневищ даёт жёлтую краску; будучи протравленной железным купоросом, она становится чёрной. Листья и стебли дают зелёную краску.
Корневище можно использовать для дубления кож. В ветеринарии корни используют при кишечных и кожных заболеваниях. Перспективен для введения в культуру.
Корни используют в дубильной промышленности и как краситель.

### Применение в медицине
Заготовка лекарственного сырья. С лечебной целью используются все части растения, в отдельности — листья с черешками, плоды в метёлках, корень (лат. Radix Rumicis conferti).
Сырьё заготавливают осенью, после отмирания надземной массы. Корневище с корнями выкапывают лопатой, отряхивают от земли, отрезают оставшиеся стебли, листья и хорошо промывают в проточной воде. Толстые корневища разрезают продольно, а длинные корни поперёк. Иногда перед сушкой сырьё провяливают. Целесообразно заготавливать сырьё щавеля там, где проводят очистку сенокосных угодий от этого сорного растения. При сборе сырья оставляют нетронутыми мелкие растения. На одном и том же месте можно заготавливать подземные органы щавеля не чаще чем 1 раз в 3—5 лет.
Практикуют теневую и солнечную сушку корня щавеля конского. Сырьё раскладывают тонким слоем (3—5 см) на бумаге или на ткани. В ненастную погоду используют сушилки, сушат при температуре 50—60 °C, периодически переворачивая. Сушка считается законченной, если корни не гнутся, а ломаются. Листья с плодами сушат на открытом воздухе.
Согласно требованиям фармакопейной статьи ФС 42-65-72 готовое сырьё состоит из цельных твёрдых корневищ с корнями или из кусков, с продольно-морщинистой поверхностью, длиной не менее 3 см и толщиной 2—10 см, снаружи бурого, внутри жёлто-оранжевого цвета. Излом неровный. Запах отсутствует. Вкус горько-вяжущий, напоминающий вкус ревеня. Влажность не выше 13 %. В сырье допускается корневищ с остатками стеблей не более 5 %; измельчённых частей размером менее 2 см 3 %; органической примеси 1 %; минеральной 0,5 %. Сырьё упаковывают в мешки по 20—30 кг. Хранят в сухих, хорошо проветриваемых помещениях на стеллажах. Срок годности сырья с момента заготовки до 3 лет. Сырьё не фасуют.
Лекарственные свойства. Авиценна писал о лекарственных свойствах щавеля конского: «Корни щавеля, отваренные в уксусе, помогают сводить ногти, а если сварить щавель в вине, то лекарственная повязка из него полезна от лишаёв. Отвар щавеля в горячей воде прикладывают при чесотке, самый щавель вместе с соком употребляют в банях. Выжатым соком щавеля так же, как и его отваром в вине, полощут рот при зубной боли; это помогает также от опухолей, которые образуются под ухом. Щавель и его семена закрепляют, в особенности семена крупных видов, говорят, что листья его, если их сварить, несколько смягчают, но семена, безусловно, закрепляют. 
В медицине используется для лечения кровоточащих язв желудка, колитов и энтероколитов, геморроя, холециститов и гепатохолециститов, гипертонии, а также против глистов, поскольку препараты щавеля конского оказывают ещё и глистогонное действие.
В малых дозах щавель обладает вяжущим, противопоносным и жёлчегонным действием, в больших — слабительным. При этом он стимулирует сократительную функцию, преимущественно мускулатуру толстого отдела кишечника. Вяжущее действие щавеля обусловлено наличием дубильных веществ, послабляющее — антрохиноновыми соединениями. Слабительный эффект наступает через 8—12 часов после дачи препарата щавеля. Действующие начала оказывают стимулирующее влияние на мускулатуру толстого кишечника, способствуя размягчению фекальных масс. При длительном применении может наступать привыкание. В малых дозах (2,5—5 г) обладает жёлчегонным действием рефлекторной природы.
Галеновым препаратам корней растения присуще кровоостанавливающее, бактерицидное, противовоспалительное, гипотензивное и успокаивающее действие. Жидкий экстракт корней конского щавеля оказывает успокаивающее действие и снижает давление при гипертонической болезни первой и второй стадии.
Наружно отвар корней народная медицина использует для ванн и обмываний при различных кожных заболеваниях. Корень (порошок) смешивают с животным жиром, и эту мазь применяют от чесотки. Свежие измельчённые корни с кислым молоком или сливками в виде пасты используют при кожных болезнях, прикладывая к нарывам для их созревания и к ранам для быстрого заживления.
В Германии отвар корня применяется при раздражении зева, гортани, катаре верхних дыхательных путей, при кашле, насморке, фронтите, головной боли (в виде растираний свежим соком или в виде экстракта).
Противопоказания. Щавель противопоказан при беременности, при заболеваниях почек и предрасположенности к почечнокаменной болезни. Щавель содержит большое количество щавелевой кислоты, которая, связываясь с кальцием, образует в организме, особенно в почках, плохо растворимые в воде соли, главным образом щавелевокислый кальций. Последний легко выпадает в почках в виде осадка или песка и тем самым способствует образованию оксалатных почечных камней, поэтому щавель относится к факторам риска для тех почечных больных, у которых нарушен обмен оксалатов, и по этой причине возникают повторные рецидивы почечнокаменной болезни.
Препараты. Отвар корня щавеля конского (Decoctum radicis rumex Confertus) применяют как противопоносное лекарственное средство.
Помимо этого настой и отвар корней щавеля конского используется для спринцеваний при гинекологических заболеваниях и для полосканий при воспалениях слизистой оболочки ротовой полости.

## Классификация

### Таксономия
- Rumex confertus Willd., 1809,  Enum. Pl. : 397

21. Rumex confertus Willd. Enum. Hort. Berol. (1809) 397; Ldb. Fl. Ross. III, 2, 509; Шмальг. фл. II, 398; Крыл. Фл. Зап. Сиб. IV, 822 — Rumex retro flexus Lag. Elench. Pl. (1816) 13. — Rumex pauciflorus Campd. Monogr. Rum. (1809) 104. — Rumex alpinus a subcalligerus Boiss. Fl. Or. IV (1879) 1007. — Ic.: Rchb. Ic. Fl. Germ. XXIV, tab. 159. — Exs.: Fl. exs. Austro-Hung. n 3074.— щ. конский.
Вид Щавель конский включается род Щавель (Rumex) семейства Гречишные (Polygonaceae) порядка Гвоздичноцветные (Caryophyllales) последовательно входящего в клады Суперастериды → Эвдикоты → Цветковые растения. Таксономическая схема в соответствии с Системой APG IV по состоянию на декабрь 2023 года:
|  |                          |  |                                   |                                   |                     |  | еще 40 семейств | еще 40 семейств |                    |  |  |  | еще 151 подтвержденныйх видов и 494 вида в статусе "неподтвержденных" |
|  |                          |  |                                   |                                   |                     |  | еще 40 семейств | еще 40 семейств |                    |  |  |  | еще 151 подтвержденныйх видов и 494 вида в статусе "неподтвержденных" |
|  |                          |  |                                   | порядок Гвоздичноцветные          |                     |  |                 |                 | род Щавель         |  |  |  |                                                                       |
|  |                          |  |                                   | порядок Гвоздичноцветные          |                     |  |                 |                 | род Щавель         |  |  |  |                                                                       |
|  | клада Цветковые растения |  |                                   |                                   | семейство Гречишные |  |                 |                 | вид Щавель конский |  |  |  |                                                                       |
|  | клада Цветковые растения |  |                                   |                                   | семейство Гречишные |  |                 |                 |                    |  |  |  |                                                                       |
|  |                          |  | ещё 63 порядка цветковых растений | ещё 63 порядка цветковых растений |                     |  |                 | еще 60 родов    | еще 60 родов       |  |  |  |                                                                       |
|  |                          |  |                                   | ещё 63 порядка цветковых растений |                     |  |                 |                 | еще 60 родов       |  |  |  |                                                                       |